# Nomenclatura filogenètica
En biologia, la nomenclatura filogenètica, sovint coneguda com a nomenclatura cladística, és un mètode de nomenclatura dels tàxons que fa servir definicions filogenètiques per als noms dels tàxons. Aquest enfocament contrasta amb el mètode tradicional, que defineix els tàxons a partir d'un tipus, que pot ser un espècimen o un tàxon de categoria baixa, juntament amb una descripció. Encara no hi ha cap reglament oficial de la nomenclatura filogenètica, però es preveu que aquest rol el compleixi el Codi Internacional de Nomenclatura Filogenètica (PhyloCode) una vegada hagi estat ratificat.